# Hushan (Yongding)
Hushan (chinesisch 湖山乡, Pinyin Húshān xiāng) ist eine Gemeinde im Südosten der Volksrepublik China. Sie gehört zum Verwaltungsgebiet des Stadtbezirkes Yongding, der seinerseits der bezirksfreien Stadt Longyan der Provinz Fujian unterstellt ist. Die Gemeinde Hushan verwaltet ein Territorium von 125 Quadratkilometern, das zu 92 % bewaldet ist, mit einer Gesamtbevölkerung von 12.305 Personen im Jahre 2015. Die Bevölkerungszählung des Jahres 2000 hatte eine Gesamtbevölkerung von 7894 Personen in 2347 Haushalten ergeben, davon 4042 Männer und 3852 Frauen. Die Gemeinde liegt im Süden Yongdings nahe der Grenze zur Provinz Guangdong. Sie verfügt über knapp 1000 Hektar Ackerland, aber etwa 10.000 Hektar Wald. Einige der Dörfer von Hushan gelten wegen ihrer Rolle bei der Schaffung kommunistischer Basen in den 1930er Jahren zu den Ausgangspunkten der Revolution.
Hushan ist auf Dorfebene in neun Dörfer untergliedert: Saihua (赛华村), Lijia (里佳村), Guiping (桂坪村), Xianghu (象湖村), Yangshan (杨山村), Huangkeng (黄坑村), Sanlai (三来村), Zhangxi (漳溪村), Guixiang (桂象村).